# Les Nouvelles Souffrances du jeune W.
Les Nouvelles Souffrances du jeune W. (titre original : Die neuen Leiden des jungen W.) est une pièce de théâtre et un roman analytique allemand d'Ulrich Plenzdorf. Il montre le langage et la culture des jeunes en RDA (République démocratique allemande) au début des années 1970.

## Histoire
Pour plus de détails, voir Fiche technique et Distribution.
Plenzdorf écrit son roman dans le jargon de la jeunesse de RDA dans les années 1970. Ce roman raconte l'histoire d'un jeune qui veut sortir de son milieu (la petite bourgeoisie) et découvre à la lecture de l'œuvre de Goethe, Les Souffrances du jeune Werther, des similitudes avec sa propre vie. La première de la pièce, qui a été jouée le 18 mai 1972 à Halle avec Reinhard Straube dans le rôle-titre, a connu un important succès en RDA. Le roman parut l'année suivante. Plus tard, la pièce connaîtra aussi un succès fulgurant en RFA (République fédérale allemande). En 1976 la pièce sera adaptée au cinéma en RFA par Eberhard Itzenplitz. Plenzdorf parle dans son roman des problèmes d'identité de la jeunesse en RDA et de leur mode de vie. L'écrivain, résidant en RDA, a profité d'une période plutôt favorable pour pouvoir publier son roman, la référence à un roman majeur de la littérature allemande a également contribué au fait que le roman ne soit pas censuré.

## Contenu
Edgar Wibeau a été abandonné par son père quand il avait cinq ans. Après la mort d'Edgar (âgé seulement de dix-sept ans), son père interroge des personnes qui étaient proches de son fils pour apprendre à le connaître.
Edgar grandit avec sa mère au temps de la RDA. C'était un enfant calme ainsi qu'un élève modèle. Mais après une querelle avec son maître, Flemming, il fit ce qu'il voulait faire depuis longtemps ; il disparut de sa ville natale Mittenberg avec son ami Willi et se rendit à Berlin. Cependant Willi préféra revenir à Mittenberg. Edgar resta alors seul à Berlin où il trouva un abri près d'un jardin d'enfant. Dans ce jardin d'enfant travaillait Charlie, âgée de vingt ans, dont Edgar tomba amoureux mais celle-ci était déjà fiancé à Dieter qui deviendra plus tard son mari. Charlie n'a jamais vraiment su ce qu'elle représentait pour Edgar. Le seul avec qui Edgar était resté en contact, était son ami d'enfance Willi. Il envoyait souvent à ce dernier des cassettes avec des citations des Souffrances du jeune Werther de Goethe qui décrivaient bien sa propre situation. Après avoir échoué en tant qu'artiste, Edgar commença à travailler comme peintre. Pour prouver ses capacités à Abbi et Zaremba, ses collègues de travail, il chercha à développer un pulvérisateur. Mais au cours de sa première tentative pour faire fonctionner la machine, Egard fut électrocuté et en mourut.

## Structure narrative
Au début du récit le personnage principal, l'apprenti Edgar Wibeau, âgé de dix-sept ans, est déjà mort. Le récit commence peu après la publication de l'acte de décès. Le père d'Edgar rend alors visite à la mère d'Edgar qui a élevé seule son fils. Par la suite le père essaie de trouver des détails sur la vie d'Edgar pour apprendre à le connaître. 

## Langue
Edgar parle dans le jargon de la jeunesse de RDA des années 1970 et s'adresse souvent directement au lecteur. Il utilise également de nombreuses expressions anglaises, comme par exemple "high" ou encore "Bluejeans-Song". 

## Personnages

### Le personnage principal: Edgar Wibeau
Edgar Wibeau est âgé de dix-sept ans. Il est né à Mittenberg où il devint apprenti dans une école professionnelle. Plus tard il quitta sa ville natale pour aller vivre à Berlin. Après une période de chômage, il travailla pour un peintre.
La mère d'Edgar travaille dans une école professionnelle à Mittenberg en tant que directrice de cette école. Après avoir déménagé à Berlin, Edgar et Willi vécurent dans un abri qui appartenait aux parents de Willi et qui se trouvait à côté d'un jardin d'enfant dans lequel Charlie travaillait. Edgar et Charlie connurent une relation semblable à celle de Werther et Charlotte dans Les souffrances du jeune Werther de Goethe. 
Edgar est difficile à caractériser car il est décrit par les différentes personnes de son entourage comme une personne totalement différente. Alors que Willi le décrit comme un bon peintre, créatif, « chef dans toutes les matières », comme un génie, d'autres comme Abbi et Charlie pensent des choses plutôt négatives sur Edgar et le décrivent comme un idiot, incompétent et frimeur.
De tous ces différents aspects on peut voir qu'Edgar est une personne plutôt excentrique. Cependant il est également assez timide avec Charlie, ce qui rend difficile d'évaluer leur relation. On ne sait pas s'il l'aime vraiment ou si elle est pour lui une simple fille ou un « flirt ». Peu importe ce que les autres pensent de lui, il est anti-autoritaire et nous pouvons supposer qu'il n'approuve pas le système communiste.
Edgar est un artiste en herbe qui, après n'avoir pas été admis dans une institution artistique, travaille en tant que peintre en bâtiment. Après avoir été laissé à l'âge de cinq ans par son père, il est sous la garde de sa mère. C'est un étudiant modèle qui n'a jamais participé à des farces même si les idées venaient de lui. Malgré son caractère probablement bon et intellectuel, c'est évident qu'il n'est encore qu'un petit enfant et qu'il manque d'expérience. 

### Les autres personnages
Charlie ne sait jamais ce qu'elle doit penser d'Edgar. Apparemment elle aime le personnage d'Edgar mais pas son style de vie. Il s'agit d'une femme forte qui ne se laisse pas si vite abattre et certainement pas par Dieter, son fiancé. Sa relation avec Edgar est ambiguë. Charlie est jolie, intelligente et conviviale, mais aussi ignorante des autres et argumentative. Elle est décrite uniquement de façon contradictoire.
Dieter est arrogant et égoïste mais probablement une personne honnête. Il a aussi besoin de structurer sa vie. Son « charme » est impressionnant.
Le père d'Edgar est d'un âge avancé et est riche. Il vit avec sa jeune amie dans un appartement à Berlin. Il a quitté sa femme et son  fils et se soucie de cela seulement après la mort de son fils mais ne montre aucun remords. 
La mère d'Edgar exigeait beaucoup de son fils. Elle était très offensée après qu'Edgar a quitté Mittenberg. Néanmoins elle aimait Edgar et l'a aidé du mieux que possible.
Adolf (Addi) est le chef de la troupe des  peintres et est un homme bon. Edgar le décrit comme un oiseau. 
Zaremba, est un peintre et un fin diplomate. Il règle souvent les différends entre Addi et Edgar. En tant que socialiste engagé, Zaremba défie les façons autoritaires avec les autres membres de la collectivité pour le succès du travail social.
Willi est un vieil ami d'enfance d'Egar et la seule personne avec qui Edgar est en contact. On n'apprend pas grand-chose sur Willi sauf qu'Edgar se confiait à lui par des citations de Werther de Goethe.

## Similitudes avec l'œuvre de Goethe
Ce livre de Plenzdorf renvoie tout d'abord directement à celui de Goethe par le titre du roman ; il y a seulement un mot en plus dans le titre de Plenzdorf, à savoir "nouvelles". Dans les deux romans il s'agit d'une correspondance entre deux amis masculins, sous forme de lettres dans le roman de Goethe et de cassettes dans celui de Plenzdorf. De plus Edgar, tout comme Werther, ne supporte pas les contraintes imposées par la société qui les empêchent de développer et satisfaire leurs propres compétences et ils tombent tous les deux amoureux d'une femme déjà promise à un autre homme. Les deux romans se terminent de façon tragique par la mort du personnage principal ; s'il s'agit d'un accident mortel pour Edgar, ceci n'est pas le cas pour Werther qui choisit de se suicider car il ne lui est pas permis d'aimer Lotte.

## Sources
- (de) http://referateguru.heim.at/Leiden.htm
- (fr) http://fr.moviepilot.com/movies/die-neuen-leiden-des-jungen-w